# Erste Liga 2016-2017
La Erste Liga 2016-2017 è stata la 43ª edizione della seconda divisione del campionato austriaco di calcio. Il campionato, iniziato il 22 luglio 2016 e terminato il 26 maggio 2017, è stato vinto dal LASK Linz, che ha conquistato la promozione in Bundesliga. L'SV Horn è stato retrocesso in Regionalliga.

## Novità
Nessuna squadra è stata retrocessa dalla Bundesliga 2015-2016 (Il Grödig, ultimo classificato, è stato retrocesso d'ufficio in Regionalliga per problemi finanziari), mentre dalla Regionalliga sono stati promossi il WSG Swarovski Tirol e il Blau-Weiß Linz.

## Squadre partecipanti
| Club                | Città           | Stadio                        |
| ------------------- | --------------- | ----------------------------- |
| FC Liefering        | Liefering       | Stadion Wals-Siezenheim       |
| Wacker Innsbruck    | Innsbruck       | Tivoli-Neu Stadion            |
| WSG Swarovski Tirol | Innsbruck       | Tirol Milch Stadion am Tivoli |
| Austria Lustenau    | Lustenau        | Reichshofstadion              |
| SV Kapfenberger     | Kapfenberg      | Franz Fekete Stadion          |
| SV Horn             | Horn            | Sportplatz Horn               |
| Blau-Weiß Linz      | Linz            | Linzer Stadion                |
| Floridsdorfer AC    | Vienna          | Leopold Stroh                 |
| Wiener Neustadt     | Wiener Neustadt | Wiener Neustädter Stadion     |
| LASK                | Linz            | Linzer Stadion                |

## Stagione regolare

### Classifica finale
|  | Pos. | Squadra             | Pt | G  | V  | N  | P  | GF | GS | DR  |
|  | ---- | ------------------- | -- | -- | -- | -- | -- | -- | -- | --- |
|  | 1.   | LASK                | 77 | 36 | 23 | 8  | 5  | 77 | 42 | +35 |
|  | 2.   | Liefering           | 60 | 36 | 17 | 9  | 10 | 58 | 49 | +9  |
|  | 3.   | Austria Lustenau    | 57 | 36 | 15 | 12 | 9  | 58 | 49 | +9  |
|  | 4.   | Wacker Innsbruck    | 54 | 36 | 15 | 9  | 12 | 58 | 53 | +5  |
|  | 5.   | WSG Swarovski Tirol | 51 | 36 | 13 | 12 | 11 | 56 | 54 | +2  |
|  | 6.   | Kapfenberger        | 41 | 36 | 12 | 9  | 15 | 47 | 57 | -10 |
|  | 7.   | Blau-Weiß Linz      | 39 | 36 | 8  | 15 | 13 | 41 | 45 | -4  |
|  | 8.   | Wiener Neustadt     | 39 | 36 | 11 | 6  | 19 | 40 | 62 | -22 |
|  | 9.   | Floridsdorfer       | 38 | 36 | 10 | 8  | 18 | 39 | 48 | -9  |
|  | 10.  | Horn                | 33 | 36 | 9  | 6  | 21 | 42 | 57 | -15 |

Legenda:
      Promozione in Bundesliga
      Retrocessione in Regionalliga
Note:

Tre punti per la vittoria, uno per il pareggio, zero per la sconfitta.
In caso di arrivo di due o più squadre a pari punti, la graduatoria verrà stilata secondo la classifica avulsa tra le squadre interessate che prevede, in ordine, i seguenti criteri:
- Punti generali
- Differenza reti generale
- Reti realizzate in generale
- Partite vinte in generale
- Partite vinte in trasferta
- Punti negli scontri diretti
- Differenza reti negli scontri diretti
- Differenza reti generale
- Sorteggio

## Classifica marcatori
| Gol |  |  | Giocatore       | Squadra          |
| --- |  |  | --------------- | ---------------- |
| 24  |  |  | Patrik Eler     | Wacker Innsbruck |
| 21  |  |  | René Gartler    | LASK             |
| 18  |  |  | Raphael Dwamena | Austria Lustenau |
| 14  |  |  | João Victor     | Kapfenberger     |
| 14  |  |  | Mërgim Berisha  | Liefering        |